# Johnny Cecotto Jr.
Johnny Amadeus Cecotto (Augsburgo, República Federal de Alemania; 9 de septiembre de 1989) más conocido como Johnny Cecotto Jr., es un piloto de automovilismo que corre bajo licencia venezolana pero tiene la doble nacionalidad alemana y venezolana. Es hijo del expiloto de Fórmula 1 y excampeón del mundo de motociclismo Johnny Cecotto.

## Carrera

### Comienzos
Empezó su trayectoria en el karting.
Su debut fue en el año 2005 en Fórmula BMW ADAC, también disputó cuatro carreras de Fórmula Júnior 1600 Italia y la serie de invierno de Fórmula Renault 2.0 Italia. En 2006 asciende a Fórmula 3 Alemana, logrando una victoria y finalizando 11 en la tabla general, también corrió en Euroseries 3000, Fórmula Renault 2.0 NEC y Fórmula Renault 2.0 Italia. En 2007 corrió en Fórmula Master Internacional series finalizando octavo con tres podios y también corrió en Euroseries 3000. En 2008 volvió a Fórmula 3 Alemana, finalizando tercero con 2 victorias.
En 2009 corrió en Fórmula 3 Euroseries para la escudería HBR Motorsport, antes de que la escudería se perdiese las rondas de Brands Hatch. Luego entró a GP2 Series, junto con Michael Herck en David Price Racing.

### GP2 Series

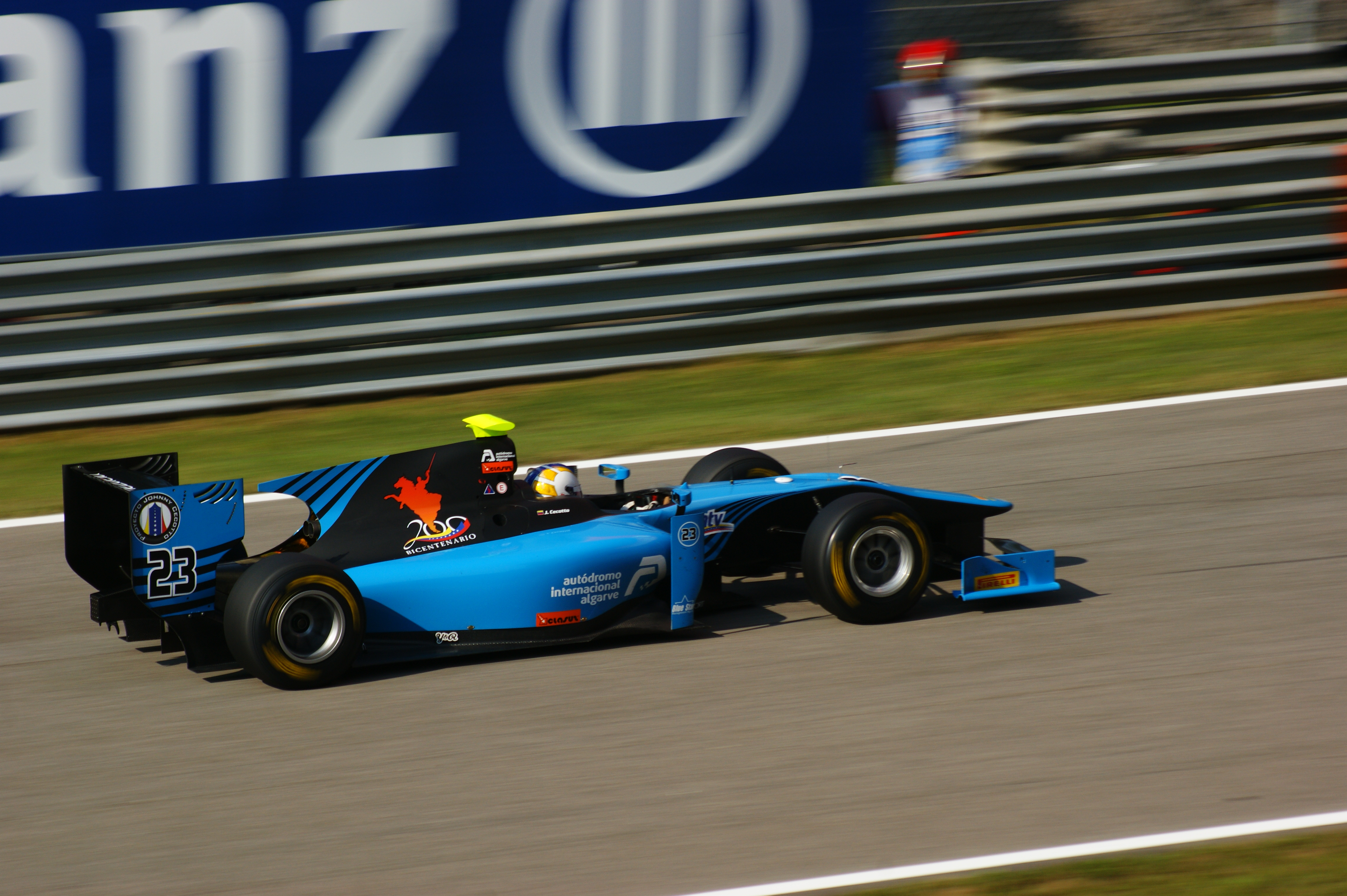
Cecotto pilotando para Ocean Racing Technology en Monza (2011).

Disputó las últimas dos rondas de la  temporada 2009 de GP2 Series con el equipo David Price Racing.
Para la temporada 2009-10 de GP2 Asia Series se une al equipo Trident Racing solo para la primera ronda que se disputó en Abu Dabi. Volvió con Trident para la temporada 2010 de GP2 Series y consiguió sus primeros puntos en Mónaco, pero fue reemplazado por Edoardo Piscopo después de 16 carreras.
Cecotto se fue a Super Nova Racing para la temporada 2011 de GP2 Asia Series junto Fairuz Fauzy, y finalizó decimoquinto en el campeonato de pilotos. Para la temporada 2011 de la serie principal, se fue a Ocean Racing Technology con Kevin Mirocha y después junto a Brendon Hartley, finalizando 24º en el campeonato. Se cambió a Addax para la temporada 2012 junto Josef Král. Después de un comienzo de temporada complicado, destacó por fin en la carrera de Mónaco, donde consiguió su primera pole position y victoria en la categoría.
Cecotto logró su segunda victoria de la temporada en Hockenheim.                  Finalmente, terminó 9º al finalizar la temporada.
En 2013 firma con Arden International, este equipo había sido el tercer mejor en la temporada anterior pensando que era una buena oportunidad para lograr el campeonato, pero el auto no fue el mismo de la anterior temporada y finalizó 15 al final de año con una exclusión en la carrera 2 de Mónaco.
En 2014 vuelve a repetir de categoría con el equipo Trident Racing, logra ganar en Barcelona y Austria, finalizando 5 en el campeonato.

### Fórmula 1
Johnny Cecotto Jr. fue confirmado como uno de los pilotos del equipo Force India para participar en los test de jóvenes pilotos que se celebraron en el circuito Yas Marina, tras el GP de Abu Dabi 2011.
En 2012 y 2013, Cecotto vuelve a subirse a un monoplaza de F1, esta vez con Toro Rosso, en los tests de jóvenes pilotos.

### Fórmula V8 3.5
En 2016, Cecotto pasó a Fórmula V8 3.5 con RP Motorsport. Ganó su primera carrera de la temporada en Hungaroring. Sin embargo, después de la ronda en Spa-Francorchamps se separó de su equipo y se quedó sin un aventón.

## Resumen de carrera
| Temporada    | Categoría                                       | Equipo                     | Carreras | Victorias | Poles | VR | Podios | Puntos | Pos. |
| ------------ | ----------------------------------------------- | -------------------------- | -------- | --------- | ----- | -- | ------ | ------ | ---- |
| 2005         | Fórmula BMW ADAC                                | Lauderbach Motorsport      | 12       | 0         | 0     | 0  | 0      | 3      | 22.º |
| 2005         | Fórmula BMW ADAC                                | Mamerow Racing             | 6        | 0         | 0     | 0  | 0      | 3      | 22.º |
| 2005         | Fórmula Júnior 1600 Italia                      | Kiwi ESP                   | 4        | 0         | 0     | 0  | 1      | 40     | 12.º |
| 2005         | Fórmula Renault 2.0 Italia Serie de Invierno    | Kiwi ESP                   | 4        | 0         | 0     | 1  | 1      | 18     | 7.º  |
| 2006         | Campeonato de Alemania de Fórmula 3             | Ombra Racing               | 4        | 1         | 0     | 0  | 1      | 20     | 11.º |
| 2006         | Campeonato de Alemania de Fórmula 3             | Target Racing              | 4        | 0         | 0     | 0  | 0      | 20     | 11.º |
| 2006         | Euroseries 3000                                 | Coloni Rookies Team        | 2        | 0         | 0     | 0  | 0      | 2      | 17.º |
| 2006         | Fórmula 3000 Italiana                           | Coloni Rookies Team        | 2        | 0         | 0     | 0  | 0      | 2      | 16.º |
| 2006         | Fórmula Renault 2.0 Italiana                    | Kiwi ESP                   | 4        | 0         | 0     | 0  | 0      | 0      | NC   |
| 2006         | Copa de Europa del Norte de Fórmula Renault 2.0 | Koiranen bros. Motorsport  | 8        | 0         | 0     | 0  | 1      | 92     | 17.º |
| 2007         | Fórmula Master Internacional                    | Ombra Racing               | 16       | 0         | 0     | 0  | 3      | 30     | 8.º  |
| 2007         | Euroseries 3000                                 | ELK Motorsport             | 2        | 0         | 0     | 0  | 0      | 4      | 20.º |
| 2007         | Fórmula 3000 Italiana                           | ELK Motorsport             | 2        | 0         | 0     | 0  | 0      | 4      | 13.º |
| 2007         | Fórmula 3 Británica                             | Räikkönen Robertson Racing | 0†       | 0         | 0     | 0  | 0      | 0†     | NC†  |
| 2008         | Campeonato de Alemania de Fórmula 3             | HS Technik                 | 16       | 2         | 3     | 4  | 10     | 99     | 3.º  |
| 2009         | Fórmula 3 Euroseries                            | HBR Motorsport             | 12       | 0         | 0     | 0  | 0      | 0      | 26.º |
| 2009         | GP2 Series                                      | David Price Racing         | 3        | 0         | 0     | 0  | 0      | 0      | 30.º |
| 2009-10      | GP2 Asia Series                                 | Trident Racing             | 2        | 0         | 0     | 0  | 0      | 3      | 17.º |
| 2010         | GP2 Series                                      | Trident Racing             | 16       | 0         | 0     | 0  | 0      | 3      | 23.º |
| 2011         | GP2 Series                                      | Ocean Racing Technology    | 18       | 0         | 0     | 0  | 0      | 0      | 24.º |
| 2011         | GP2 Asia Series                                 | Super Nova Racing          | 4        | 0         | 0     | 0  | 0      | 0      | 15.º |
| 2012         | GP2 Series                                      | Barwa Addax Team           | 10       | 1         | 1     | 0  | 1      | 31     | 9.º  |
| 2013         | GP2 Series                                      | Arden International        | 21       | 0         | 1     | 1  | 0      | 41     | 16.º |
| 2014         | GP2 Series                                      | Trident                    | 22       | 2         | 1     | 0  | 5      | 140    | 5.º  |
| 2015         | Auto GP                                         | Virtuosi UK                | 2        | 0         | 0     | 0  | 1      | 22     | 8.º‡ |
| 2015         | GP2 Series                                      | Hilmer Motorsport          | 4        | 0         | 0     | 0  | 0      | 0      | 28.º |
| 2015         | GP2 Series                                      | Carlin                     | 2        | 0         | 0     | 0  | 0      | 0      | 28.º |
| 2015         | GP2 Series                                      | Trident                    | 4        | 0         | 0     | 0  | 0      | 0      | 28.º |
| 2016         | Fórmula V8 3.5 Series                           | RP Motorsport              | 6        | 1         | 0     | 0  | 1      | 43     | 14.º |
| 2016         | GP2 Series                                      | Rapax                      | 4        | 0         | 0     | 0  | 1      | 18     | 18.º |
| 2017         | Campeonato de Fórmula 2 de la FIA               | Rapax                      | 8        | 0         | 0     | 0  | 1      | 16     | 16.º |
| Referencias: |                                                 |                            |          |           |       |    |        |        |      |

- † Cecotto fue piloto invitado, por lo tanto no fue apto para sumar puntos.
- ‡ La temporada fue cancelada debido a la poca cantidad de pilotos.

## Resultados

### Fórmula 3 Euroseries
(Clave) (negrita indica pole position) (cursiva indica vuelta rápida puntuable)

| Año  | Equipo         | Chasis           | Motor    | 1        | 2         | 3        | 4         | 5        | 6         | 7        | 8        | 9        | 10       | 11       | 12       | 13    | 14    | 15    | 16    | 17    | 18    | 19    | 20    | Pos. | Puntos |
| ---- | -------------- | ---------------- | -------- | -------- | --------- | -------- | --------- | -------- | --------- | -------- | -------- | -------- | -------- | -------- | -------- | ----- | ----- | ----- | ----- | ----- | ----- | ----- | ----- | ---- | ------ |
| 2009 | HBR Motorsport | Dallara F308/052 | Mercedes | HOC 1 21 | HOC 2 Ret | LAU 1 16 | LAU 2 Ret | NOR 1 17 | NOR 2 Ret | ZAN 1 15 | ZAN 2 20 | OSC 1 17 | OSC 2 19 | NÜR 1 16 | NÜR 2 11 | BRH 1 | BRH 2 | CAT 1 | CAT 2 | DIJ 1 | DIJ 2 | HOC 1 | HOC 2 | 26.º | 0      |

### GP2 Series
(Clave) (negrita indica pole position) (cursiva indica vuelta rápida puntuable)

| Año  | Escudería               | 1   | 1   | 2   | 2   | 3   | 3   | 4   | 4   | 5   | 5   | 6   | 6   | 7   | 7   | 8   | 8   | 9   | 9   | 10  | 10  | 11  | 11  | 12  | 12  | Pos. | Puntos | Ref.   |
| ---- | ----------------------- | --- | --- | --- | --- | --- | --- | --- | --- | --- | --- | --- | --- | --- | --- | --- | --- | --- | --- | --- | --- | --- | --- | --- | --- | ---- | ------ | ------ |
| 2009 | David Price Racing      | BAR | BAR | MON | MON | EST | EST | SIL | SIL | NÜR | NÜR | BUD | BUD | VAL | VAL | SPA | SPA | MNZ | MNZ | ALG | ALG |     |     |     |     | 30.º | 0      | [ 13 ] |
| 2009 | David Price Racing      |     |     |     |     |     |     |     |     |     |     |     |     |     |     |     |     | 18† | 16† | DNS | 18  |     |     |     |     | 30.º | 0      | [ 13 ] |
| 2010 | Trident Racing          | BAR | BAR | MON | MON | EST | EST | VAL | VAL | SIL | SIL | HOC | HOC | BUD | BUD | SPA | SPA | MNZ | MNZ | YMC | YMC |     |     |     |     | 23.º | 3      | [ 14 ] |
| 2010 | Trident Racing          | Ret | 17  | 9   | 4   | 12  | 12  | Ret | 14  | 18  | 23  | 13  | Ret | Ret | 13  | 10  | Ret |     |     |     |     |     |     |     |     | 23.º | 3      | [ 14 ] |
| 2011 | Ocean Racing Technology | EST | EST | BAR | BAR | MON | MON | VAL | VAL | SIL | SIL | NÜR | NÜR | BUD | BUD | SPA | SPA | MNZ | MNZ |     |     |     |     |     |     | 24.º | 0      | [ 15 ] |
| 2011 | Ocean Racing Technology | Ret | 13  | 14  | 13  | Ret | 17  | 14  | 17  | 12  | Ret | 10  | Ret | Ret | Ret | 11  | 8   | 17  | 15  |     |     |     |     |     |     | 24.º | 0      | [ 15 ] |
| 2012 | Barwa Addax Team        | KUA | KUA | SAK | SAK | SAK | SAK | BAR | BAR | MON | MON | VAL | VAL | SIL | SIL | HOC | HOC | BUD | BUD | SPA | SPA | MNZ | MNZ | SIN | SIN | 9.º  | 104    | [ 16 ] |
| 2012 | Barwa Addax Team        | Ret | 22  | Ret | 22† | 9   | Ret | 18  | 13  | 1   | Ret | DSQ | Ret | 2   | 18† | 1   | 6   | Ret | Ret | 17  | Ret | 2   | 5   | Ret | 9   | 9.º  | 104    | [ 16 ] |
| 2013 | Arden International     | KUA | KUA | SAK | SAK | BAR | BAR | MON | MON | SIL | SIL | NÜR | NÜR | BUD | BUD | SPA | SPA | MNZ | MNZ | SIN | SIN | YMC | YMC |     |     | 16.º | 41     | [ 17 ] |
| 2013 | Arden International     | 12  | 5   | 10  | 12  | 8   | 5   | Ret | EX  | 17  | Ret | 10  | 5   | 21  | Ret | 14  | 7   | 12  | 8   | 14  | 6   | 8   | Ret |     |     | 16.º | 41     | [ 17 ] |
| 2014 | Trident                 | SAK | SAK | BAR | BAR | MON | MON | SPI | SPI | SIL | SIL | HOC | HOC | BUD | BUD | SPA | SPA | MNZ | MNZ | SOC | SOC | YMC | YMC |     |     | 5.º  | 140    | [ 18 ] |
| 2014 | Trident                 | 21  | 14  | 1   | 6   | 4   | 4   | 6   | 1   | 6   | 3   | 7   | Ret | Ret | Ret | 3   | 2   | 10  | Ret | 19  | 23† | 6   | 6   |     |     | 5.º  | 140    | [ 18 ] |
| 2015 |                         | SAK | SAK | BAR | BAR | MON | MON | SPI | SPI | SIL | SIL | BUD | BUD | SPA | SPA | MNZ | MNZ | SOC | SOC | SAK | SAK | YMC | YMC |     |     | 28.º | 0      | [ 19 ] |
| 2015 | Hilmer Motorsport       |     |     | 21  | Ret | 20  | Ret |     |     |     |     |     |     |     |     |     |     |     |     |     |     |     |     |     |     | 28.º | 0      | [ 19 ] |
| 2015 | Carlin                  |     |     |     |     |     |     |     |     | 13  | 25  |     |     |     |     |     |     |     |     |     |     |     |     |     |     | 28.º | 0      | [ 19 ] |
| 2015 | Trident                 |     |     |     |     |     |     |     |     |     |     |     |     |     |     | 18  | 13  | 13  | 22† |     |     |     |     |     |     | 28.º | 0      | [ 19 ] |
| 2016 | Rapax                   | BAR | BAR | MON | MON | BAK | BAK | SPI | SPI | SIL | SIL | BUD | BUD | HOC | HOC | SPA | SPA | MNZ | MNZ | KUA | KUA | YMC | YMC |     |     | 18.º | 18     | [ 20 ] |
| 2016 | Rapax                   |     |     |     |     |     |     |     |     |     |     |     |     |     |     |     |     |     |     | 13  | 9   | 7   | 2   |     |     | 18.º | 18     | [ 20 ] |

### GP2 Asia Series
(Clave) (negrita indica pole position) (cursiva indica vuelta rápida puntuable)

| Año     | Escudería         | 1    | 1    | 2    | 2    | 3    | 3    | 4    | 4    | Pos. | Puntos | Ref.   |
| ------- | ----------------- | ---- | ---- | ---- | ---- | ---- | ---- | ---- | ---- | ---- | ------ | ------ |
| 2009-10 | Trident Racing    | YMC1 | YMC1 | YMC2 | YMC2 | SAK1 | SAK1 | SAK2 | SAK2 | 17.º | 3      | [ 21 ] |
| 2009-10 | Trident Racing    | 7    | 6    |      |      |      |      |      |      | 17.º | 3      | [ 21 ] |
| 2011    | Super Nova Racing | YMC  | YMC  | IMO  | IMO  |      |      |      |      | 15.º | 0      | [ 22 ] |
| 2011    | Super Nova Racing | 15   | 7    | 15   | 19†  |      |      |      |      | 15.º | 0      | [ 22 ] |

### Auto GP
(Clave) (negrita indica pole position) (cursiva indica vuelta rápida)

| Año  | Equipo      | 1       | 2       | 3     | 4     | Pos. | Puntos |
| ---- | ----------- | ------- | ------- | ----- | ----- | ---- | ------ |
| 2015 | Virtuosi UK | HUN 1 5 | HUN 2 3 | SIL 1 | SIL 2 | 8.º‡ | 22‡    |

- ‡ La temporada fue cancelada debido a la poca cantidad de pilotos.

### Fórmula V8 3.5 Series
(Clave) (negrita indica pole position) (cursiva indica vuelta rápida)

| Año  | Equipo        | 1       | 2       | 3     | 4       | 5         | 6         | 7     | 8     | 9     | 10    | 11    | 12    | 13    | 14    | 15    | 16    | 17    | 18    | Pos. | Puntos |
| ---- | ------------- | ------- | ------- | ----- | ------- | --------- | --------- | ----- | ----- | ----- | ----- | ----- | ----- | ----- | ----- | ----- | ----- | ----- | ----- | ---- | ------ |
| 2016 | RP Motorsport | ALC 1 9 | ALC 2 6 | HUN 1 | HUN 2 6 | SPA 1 12† | SPA 2 Ret | LEC 1 | LEC 2 | SIL 1 | SIL 2 | RBR 1 | RBR 2 | MNZ 1 | MNZ 2 | JER 1 | JER 2 | CAT 1 | CAT 2 | 14.º | 42     |

- † El piloto no finalizó la carrera, pero se clasificó al completar el 90% de la distancia total.

### Campeonato de Fórmula 2 de la FIA
(Clave) (negrita indica pole position) (cursiva indica vuelta rápida puntuable)

| Año  | Escudería | 1   | 1   | 2   | 2   | 3   | 3   | 4   | 4   | 5   | 5   | 6   | 6   | 7   | 7   | 8   | 8   | 9   | 9   | 10  | 10  | 11  | 11  | Pos. | Puntos | Ref.   |
| ---- | --------- | --- | --- | --- | --- | --- | --- | --- | --- | --- | --- | --- | --- | --- | --- | --- | --- | --- | --- | --- | --- | --- | --- | ---- | ------ | ------ |
| 2017 | Rapax     | SAK | SAK | BAR | BAR | MON | MON | BAK | BAK | SPI | SPI | SIL | SIL | BUD | BUD | SPA | SPA | MNZ | MNZ | JER | JER | YMC | YMC | 16.º | 16     | [ 23 ] |
| 2017 | Rapax     | 15  | 9   | 17  | 10  | 8   | 2   | Ret | 14  |     |     |     |     |     |     |     |     |     |     |     |     |     |     | 16.º | 16     | [ 23 ] |